# Mklik daktylowiec
Mklik daktylowiec (Cadra cautella) – gatunek motyla z rodziny omacnicowatych, występujący na całym świecie, powszechnie uznawany za szkodnika.

## Wygląd
Rozpiętość jego skrzydeł wynosi 9–14 mm dla samców i 11–16 mm dla samic. Ich barwa może być różna: jest zależna od pokarmu spożywanego przez zwierzę w stadium gąsienicy. Zwykle jednak pierwsza para jest szara lub szarobrunatna.

## Występowanie
Pochodzi z krajów tropikalnych, jednak obecnie jest gatunkiem obecnym na całym świecie. Do Polski trafia zwykle w opakowaniach ze sprowadzaną żywnością.

## Pożywienie
Żywi się nasionami oleistymi, suszonymi owocami, orzechami oraz różnorakimi roślinami zbożowymi.